# Evangeliář

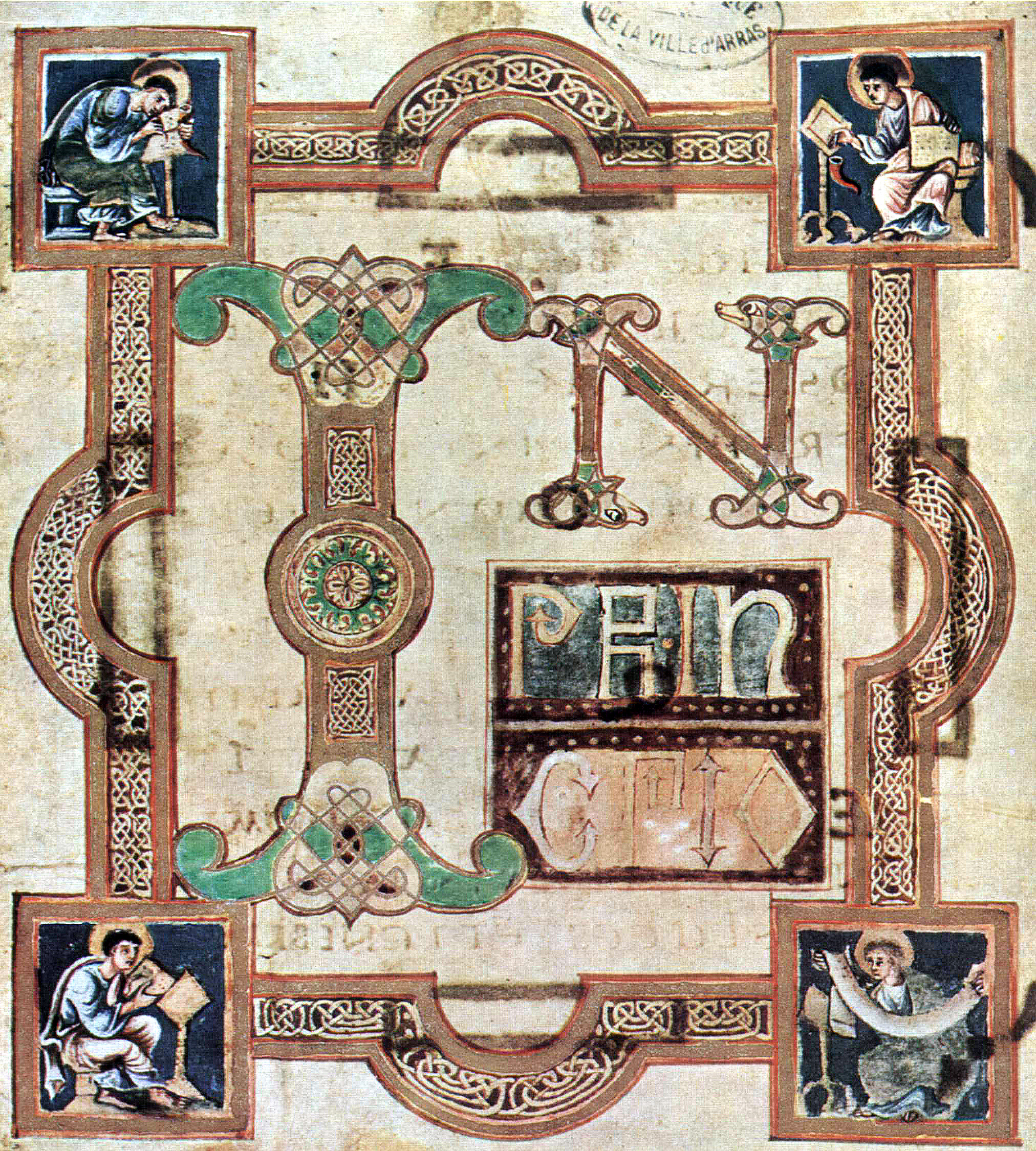
Evangeliář ze St-Amand
(Začátek Janova evangelia, 8. stol.)

Evangeliář (od evangelium) je křesťanská liturgická kniha, obsahující texty evangelií. Evangeliář se zpravidla říkalo knihám obsahujícím celé texty, zatímco knihám obsahujícím evangeljní perikopy (úryvky seřazené podle nedělí a svátků) se říkalo evangelistáře.

## Obsah
Evangeliáře, kromě samotných evangelních textů, obvykle obsahují ještě srovnávací tabulky čtyř evangelií, seznamy čtení na neděle a svátky, předmluvy k jednotlivým knihám atd. Protože ke čtení evangelia při mši o velkých svátcích býval zván i panovník nebo císař, patřily evangeliáře mezi nejvzácnější a nejvíce zdobené rukopisy raného středověku. Některé z nejznámějších patrně vznikly z podnětu Karla Velikého, který je objednával v různých klášterech.

## Užití
V západní i východní církvi z něj během bohoslužby (mše či božské liturgie) čte kněz evangelium. 
Evangeliář může být nesen v liturgickém průvodu. V katolickém prostředí jej nosí jáhen.

## Významné výtisky
Z českých evangeliářů jsou zvlášť významné ty, jež jsou psány v češtině – například Evangeliář olomoucký nebo zábrdovický – a evangeliáře či Čtveroevangelia ve staroslověnštině.